# Abemaciclib
Abemaciclib es un medicamento indicado en el tratamiento de determinados tipos de cáncer de mama que se encuentran en proceso avanzado de evolución o han provocado metástasis. Pertenece a la familia de los inhibidores de las quinasas dependientes de ciclinas, por lo que está emparentado con otros fármacos de propiedades similares, entre ellos palbociclib y ribociclib. Se utiliza cuando el tumor es positivo para el receptor hormonal (HR) y negativo para el receptor 2 del factor de crecimiento epidérmico humano (HER2). Se emplea generalmente asociado a otros medicamentos, entre ellos el fulvestrant.

## Mecanismo de acción
Actúa mediante inhibición de las quinasas dependientes de ciclinas 4 y 6 (CDK4 y CDK6), esta acción detiene el proceso de síntesis de ADN y por tanto interrumpe el ciclo de división celular, ralentizando el crecimiento del tumor.

## Presentación y dosis
Se presenta en forma de comprimidos que contienen 50, 100 o 150 mg de sustancia activa. La dosis habitual es 150 mg por vía oral dos veces al día.

## Efectos secundarios
Los efectos secundarios más frecuentes son : diarrea, náuseas, vómitos, disminución del número de leucocitos en sangre 
(leucopenia), neutropenia, anemia, trombocitopenia, dolor de estómago, infecciones, sensación de cansancio, falta de apetito y cefalea.